# دیوید مارتین (سیاستمدار)
دیو مارتین (انگلیسی: David Martin؛ زادهٔ ۲۶ اوت ۱۹۵۴) یک سیاست‌مدار اهل بریتانیا است.